# Estádio Pedra Moura
O Estádio da Pedra Moura é um estádio de futebol da cidade de Bagé no Estado do Rio Grande do Sul, Brasil. Pertence ao Grêmio Esportivo Bagé. É um dos estádios mais tradicionais do Rio Grande do Sul, e o Bagé desde 1922 - quando mandante, utiliza o estádio, localizado no Bairro Menino Deus.
Nos seus dois primeiros anos, o Bagé mandava seus jogos em um campo na zona leste da cidade, onde hoje localiza-se as instalações do quartel do 25º Grupo de Artilharia de Campanha (25º GAC).

## Dados
- Nome oficial: Estádio Pedra Moura
- Capacidade: 10.000 pessoas[3]
- Área total do complexo: 11.674,60 metros
- Endereço: Av. Líbio Vinhas,129 - Bairro Menino Deus - Bagé - RS
- Público recorde: carece de fontes
- Sociais: Área coberta, com em torno de 800 cadeiras para sócios. Acesso via rampa.[4]
- Vestiários: Dois vestiários profissionais e mais um vestiário para a arbitragem, além de dois vestiários para as categorias de base.
- Dimensões do gramado: 105 x 68 m - Tamanho que atende às exigências da FIFA.
- Grama: Bermuda Green
- Iluminação: Quatro postes de iluminação, com 9 refletores em cada poste.[5]
- Imprensa: 8 cabines para imprensa, mais uma com tamanho maior dedicada para às câmeras de TV.
- Estacionamento: Interno, em dias de jogo aberto apenas para veículos de jogadores, diretores,  imprensa e envolvidos na segurança.
- Inauguração: O Estádio Pedra Moura foi inaugurado[6] em 20 de setembro de 1920. O jogo inaugural foi realizado entre Bagé e Gabrielense (clube oriundo da cidade de São Gabriel-RS), em partida que terminou num empate de 1 x 1. O gol do Bagé foi marcado pelo jogador Argeu que entrou para a história jalde-negra por ter marcado o primeiro gol do Bagé e do estádio.

## Primeira Partida
A primeira partida do Bagé realizada na Pedra Moura que se têm notícia, foi o primeiro clássico Ba-Gua da história dos confrontos, na ocasião definindo campeão da Taça "Antônio Magalhães". O jogo terminou com o placar de 2 x 2 e o autor do primeiro gol jalde-negro na Pedra Moura foi o atleta Marceló, nesta partida que ocorreu em 31 de julho de 1921.

## Breve histórico
O estádio da Pedra Moura sempre fez parte da história jalde-negra. Inclusive na década de 20, o Bagé já sediava seus jogos no Estádio do Menino Deus.  O estádio também é citado desde a sua fundação(como no Jornal Correio do Sul, de Bagé) até os dias de hoje como "Arrabalde do Menino Deus".
Foi adquirido pelo clube definitivamente em 24 de abril de 1934, na administração do Presidente José Fuchs, que em moeda da época, pagou a quantia de 18.000 "contos de réis", sendo o vendedor o fazendeiro Tristão Riet, que residia em Montevidéu.

### Pavilhão destruído
No dia 1º de janeiro de 1967, a cidade de Bagé enfrentou forte vendaval e o primeiro e antigo pavilhão social do Bagé, feito de madeira, foi destruído nesta ocasião. Nesta foto, a formação da equipe em 1952, com uniforme não usual: listras horizontais e o pavilhão social de madeira ao fundo.

## Sistema de Iluminação
Em 14 de abril de 1977 o estádio da Pedra Moura inaugura seu sistema de iluminação. Em 2010 o Bagé reforma totalmente seus refletores, a partir de uma campanha entre direigentes e torcedores, aumentando em 50% a capacidade do sistema.
O pavilhão social do Bagé, assim como as atuais cabines de imprensa, foi projetado entre 1969 e 1970 pelo Engº Fausto Osorio Alcalde. A execução foi realizada nos anos seguintes. A estrutura atual, baseada na concepção original do projeto, prevê um aumento deste setor em pelo menos 50%.

## Reforma
Em 2001 a Pedra Moura passa por grande reforma, inclusive com troca total do gramado e novo sistema de drenagem, além da substituição das antigas "casamatas".

## O nome do Estádio
A alcunha recebida pelo estádio, Pedra Moura, é devido a existência de uma pedra na região, de grande dureza, quase impossível de se quebrar, e os torcedores do Bagé costumam fazer esta analogia com o desempenho da equipe e da torcida nos domínios da Pedra Moura.